# Søren Kegnæs
Søren Kegnæs (født 12. marts 1980) er en dansk kemiker og professor i uorganisk kemi og katalyse ved Institut for Kemi på Danmarks Tekniske Universitet, hvor han især arbejder med uorganisk syntese, materialer, nanoteknologi og katalyse. Han leder en forskningsgruppe på DTU.
Han gik på Albertslund Amtsgymnasium, og blev herefter uddannet kemiker fra Københavns Universitet i 2005. I 2009 blev han ph.d. i kemi med fokus på materialer til katalyse på DTU. Han har desuden læst  Business Administration på Copenhagen Business School fra 2010-2012. Han blev udnævnt som Professor MSO i 2017, og i 2022 blev fik han den fulde professortitel.
Kegnæs bor i dag i Limhamn i Sverige.
Han modtog en Sapere Aude-bevilling fra Danmarks Frie Forskningsfond i 2011.